# Jean-Marie Gantois
Jean-Marie Gantois (Watten, 21 de juliol de 1904 - 28 de maig de 1968) fou un sacerdot i activista del Flandes francès.

## Inicis
Era fill d'una família de metges de Saint-Omer que no parlaven flamenc. Va fer estudis secundaris a Aire-sur-la-Lys i Hazebrouck. Entrà al seminari d'Annapes i fou ordenat sacerdot el 1931, alhora que estudiava lletres a la Universitat de Lilla. Allí conegué gent com Camille Looten i Jules-Auguste Lemire, que l'inclinaren vers el nacionalisme flamenc al Westhoek. Va aprendre neerlandès al seminari i el 1926 va fundar la Vlaamsch Verbond van Frankryk (Unió Flamenca de França) o VVF, fortament dretana i catòlica defensora dels drets dels flamencs, i publicava el llibre Hoe ik mijn volk en mijn taal terugvond (Com vaig retrobar el meu poble i la meva llengua). Ell va ser la força impulsora darrere de les conferències anuals i esdeveniments literaris. També va ser l'editor de les revistes publicades per la VVF entre 1929 i 1944, Le Lion de Flandre i De Torrewachter.

## Activitats durant l'ocupació
A començament de la Segona Guerra Mundial la VVF fou prohibida per les autoritats franceses. El 1940 Gantois va escriure Hitler demanant que el Flandes francès s'integrés al Tercer Reich com a "membre de la nova comunitat germànica" (la carta fou trobada a la prefectura de Lille durant l'Alliberament i mai no va ser llegida per Hitler). Després d'aquests fets, el cardenal Achille Liénart el va rellevar de les seves funcions sacramentals. El 1941 va tornar a les activitats de la VVF. Va obrir una oficina a Lilla, però Gantois, a diferència dels sectors més joves del grup, es va limitr a les activitats culturals i de defensa del Pan-neerlandesisme. I a diferència d'altres sacerdots, no va fer crides al reclutament per a lluitar contra el bolxevisme al Front Oriental.

## Després de la guerra
Després de l'Alliberament, va ser jutjat i el fiscal va demanar la pena de mort per col·laboracionisme. Com que aquesta acusació no va poder ser demostrada, finalment va ser condemnat a cinc anys per activitats separatistes i ràpidament fou posat en llibertat. A continuació, serà enviat per l'Església com a sacerdot de poble a una vila lluny de Flandes. El 1958 participà en la fundació del grup De Vlaamse Vrienden in Frankrijk. També va treballar en l'editorial de Notre Flandre, on va publicar alguns articles de caràcter panneerlandès, però no va tenir gaire ressò. El 28 de maig de 1968 el seu cos fou trobat surant al riu Aa en circumstàncies no aclarides, algun temps després de la mort de la seva mare.